# Список бомб
Это список типов бомб.
| Тип                                   | Информация | Дата создания     | Изобретатель                             | Место происхождения |
| ------------------------------------- | --- | ----------------- | ---------------------------------------- | ------------------- |
| Бочковая бомба                        | Импровизированная неуправляемая авиабомба, изготовленная из бочки или бочкообразного контейнера, наполненного взрывчаткой. Иногда они могут быть наполнены химикатами, шрапнелью и топливом. | 1948 год          |                                          | Израиль             |
| Блокбастер                            | Бомба «большой мощности» для максимального взрывного эффекта, использовалась только во время Второй мировой войны.                                                                           | Апрель 1941 года  |                                          | Великобритания      |
| Прыгающая бомба                       | Прыгает по воде; была разработана для атак на немецкие плотины во время Второй мировой войны.                                                                                                | Апрель 1942 года  | Барнс Уоллес                             | Великобритания      |
| Противобункерный снаряд               | Противобункерный снаряд используется для поражения целей, находящихся либо глубоко под землей, либо защищенных твёрдыми поверхностями. Первым типом такого снаряда был снаряд Рёхлинга.      | 1942 год          | Август Кондерс                           | Германия            |
| C4                                    | Входит в Composition C — пластичных взрывчатых веществ. | 1956 год          |                                          |                     |
| Автомобиль-бомба                      | Начинённое взрывчаткой и подрываемое транспортное средство. |                   |                                          |                     |
| Кассетный боеприпас                   | Сейчас они вне закона в более чем ста странах. Первой была «Butterfly Bomb». |                   |                                          | Германия            |
| Осколочный снаряд                     | В качестве стенок этих бомб используется толстый металл, внутри которого находятся взрывчатые вещества, такие как Composition B или тритонал.                                                |                   |                                          |                     |
| Планирующая бомба                     | Дистанционное оружие с управляющими поверхностями полета, аэродинамическими устройствами, позволяющими пилоту осуществлять управление.                                                       |                   |                                          |                     |
| Управляемая авиационная бомба         | Эти ракеты, также известные как «управляемая бомбовая установка» или «умная бомба», оснащены системой наведения, которая управляется и контролируется с внешнего устройства.                 |                   |                                          |                     |
| Самодельное взрывное устройство       | Взрывчатое вещество, которое не изготавливается традиционным способом. Иногда их называют «самодельными».                                                                                    |                   |                                          |                     |
| Наземная мина                         | Взрывается при давлении на бомбу. Запрещено в 164 странах. | 1832 год          |                                          | Империя Мин         |
| Бомба с лазерным наведением           | Использует лазер в качестве наведения для повышения точности поражения цели. |                   |                                          | Соединённые Штаты   |
| Коктейль Молотова                     | Самодельная зажигательная граната, часто изготавливаемая в пивной бутылке. |                   |                                          |                     |
| Ракетное оружие                       | Воздушное взрывчатое вещество, приводимое в движение реактивным двигателем, ракетным двигателем или метанием.                                                                                |                   |                                          |                     |
| Гвоздевая бомба                       | Взрывчатое вещество, начинённое гвоздями, которое при воспламенении действует как шрапнель.                                                                                                  | 1970 год          |                                          | Соединённые Штаты   |
| Трубчатая бомба                       | Самодельное взрывное устройство, представляющее собой герметично закрытую трубу, заполненную взрывчатым веществом.                                                                           |                   |                                          |                     |
| Бомба-скороварка                      | Давление в скороварке имеет высокую взрывную силу. |                   |                                          |                     |
| Дымовая шашка                         | Фейерверк, предназначенный для образования большого количества дыма при зажигании. | 1848 год          |                                          | Великобритания      |
| Бомба-вонючка                         | Эффективность вонючих бомб варьируется от простых розыгрышей до химических веществ военного назначения или средств борьбы с беспорядками.                                                    | 1943 год          |                                          |                     |
| Пояс смертника или террорист-смертник | Взрывчатое вещество, закрепленное на жилете или поясе и надеваемое соответствующим детонатором.                                                                                              |                   |                                          | Китай               |
| Карманное ядерное устройство          | Ядерная бомба, помещающаяся в чемодан. | 1950-е гг         |                                          |                     |
| Боеприпасы объёмного взрыва           | Это взрывчатое вещество, также называемое вакуумной или аэрозольной бомбой, рассеивает облако газа или жидкости.                                                                             |                   |                                          |                     |
| Дистанционный взрыватель              | Бомба, которая взрывается по таймеру. |                   |                                          |                     |
| Тринитротолуол                        | Общеизвестно как TNT. | 1863 год          | Юлиус Вильбранд                          | Германия            |
| Неуправляемая бомба                   | Сброшенная с самолета бомба, не имеющая системы наведения. |                   |                                          |                     |
| MOAB                                  | Массированный боеприпас в воздухе. В просторечии известен как Мать всех бомб. |                   |                                          | Соединённые Штаты   |
| FOAB                                  | Папа всех бомб | 2007 год          |                                          | Россия              |
| Электромагнитная бомба                | Высвобождает поток электромагнитной энергии. | 1962 год          |                                          |                     |
| Напалмовая бомба                      | Содержит зажигательную смесь, используемую для возникновения пожара. |                   |                                          |                     |
| Грязная бомба                         | Рассеивает радиоактивные материалы. |                   |                                          |                     |
| Ядерное оружие                        | Взрывчатое вещество, разрушительное действие которого является результатом ядерных реакций.                                                                                                  | 1945 год          | Роберт Оппенгеймер и генерал Лесли Гровс | Соединённые Штаты   |
| Царь-бомба                            | Термоядерная авиационная бомба, которая стала самой мощной бомбой, созданной и испытанной в истории.                                                                                         | Октябрь 1961 года |                                          | Советский Союз      |
| Кобальтовая бомба                     | Ядерная бомба, предназначенная для распространения как можно большего количества радиации.                                                                                                   |                   |                                          |                     |
| Термоядерное оружие                   | Конструкция ядерного оружия второго поколения, использующая неделящийся обеднённый уран для создания реакции ядерного синтеза.                                                               | 1952 год          | Эдвард Теллер и Станислав Улам           | Соединённые Штаты   |
| Нейтронное оружие                     | Ядерное оружие, предназначенное для уничтожения с помощью смертельной радиации, не повреждая при этом строения.                                                                              |                   |                                          |                     |
| BLU-82                                | Используется для создания просек в лесных массивах. |                   |                                          |                     |